# سومبونغ سوليب
سومبونغ سوليب (بالتايلندية: สมปอง สอเหลบ)‏ (مواليد 30 يوليو 1986 في ساتون) لاعب كرة قدم تايلاندي يلعب حاليا لصالح نادي بوريرام التايلاندي.

## روابط خارجية
- سومبونغ سوليب على موقع قاعدة بيانات كرة القدم.إي يو (الإنجليزية)
- سومبونغ سوليب على موقع ناشيونال فوتبول تيمز (الإنجليزية)
- سومبونغ سوليب على موقع Soccerway.com (الإنجليزية)
- سومبونغ سوليب على موقع عالم كرة القدم.نت (الإنجليزية)